# Lac de l'Embouteilleux
Le lac de l'Embouteilleux est un lac du massif du Jura, situé dans la région des lacs du Jura français, dans le département du Jura, en Bourgogne-Franche-Comté, sur la commune de la Pesse.

## Géographie
Il s'agit d'une retenue collinaire créée artificiellement en 1989 pour l'alimentation en eau potable de la commune de la Pesse.